# Eldred (Pensilvania)
Eldred es un borough ubicado en el condado de McKean en el estado estadounidense de Pensilvania. En el año 2000 tenía una población de 858 habitantes y una densidad poblacional de 376 personas por km².

## Geografía
Eldred se encuentra ubicado en las coordenadas 41°57′24″N 78°23′1″O / 41.95667, -78.38361

## Demografía
Según la Oficina del Censo en 2000 los ingresos medios por hogar en la localidad eran de $27,569 y los ingresos medios por familia eran $34,375. Los hombres tenían unos ingresos medios de $30,347 frente a los $19,375 para las mujeres. La renta per cápita para la localidad era de $15,674. Alrededor del 17.3% de la población estaba por debajo del umbral de pobreza.